# Il Soldato Fantasma
 Il Soldato Fantasma (The Unknown Soldier) è un personaggio ideato da Joe Kubert e pubblicato negli USA dalla DC Comics, nella collana Star Spangled War Stories dal numero 151 al numero 204, tra il 1970 e il 1977.
Dal numero successivo la collana è stata ridenominata "The Unknown Soldier" e si è conclusa con il numero 268.
La serie è ambientata durante la seconda guerra mondiale e narra le avventure di un agente dei servizi segreti degli USA, con nome in codice "Il Soldato Fantasma", il cui viso è completamente deturpato e ricoperto da bendaggi. Questa caratteristica viene sfruttata a proprio vantaggio poiché può assumere le fattezze di chiunque altro grazie a delle maschere in latex e al trucco.
Il fumetto è stato pubblicato in italiano nella collana omonima (anche se la traduzione letterale sarebbe dovuta essere "Il milite ignoto") della Editoriale Corno tra il 17 marzo 1978 e il 13 ottobre 1977, per 16 numeri bisettimanali.
L'albo, nel classico formato a 48 pagine della Corno, conteneva - oltre a Il Soldato Fantasma - fumetti della serie Spirito del Carro (G.I. Combat) e I Perdenti (Our Fighting Forces).